# Eugeniusz Gulczyński
Eugeniusz Gulczyński ps. „Baryka” (ur. 1903, zm. 23 czerwca 1944 w Ponarach) – polski historyk, badacz dziejów Wielkiego Księstwa Litewskiego. 

## Życiorys
W latach 1919–1920 członek Polskiej Organizacji Wojskowej. Student prawa i absolwent historii na USB w Wilnie (uczeń Stanisława Kościałkowskiego). Na studiach przyjęty do korporacji akademickiej „Konwent Polonia” (w latach 1929–1930 – jej prezes). Ukończył Szkołę Podchorążych Rezerwy Artylerii (1930–1931).
Podczas okupacji członek AK w komórce propagandowo-prasowej. Redaktor „Polski w Walce”. Aresztowany przez NKWD w czerwcu 1941, uwolniony wraz z innymi przez polskich kolejarzy z wagonu oczekującego na transport w głąb Związku Radzieckiego. Powrócił do działalności konspiracyjnej. Redaktor dodatku do „Niepodległości” – „Nowa Wieś”. Aresztowany ponownie 11 marca 1944 r. przez Gestapo. W więzieniu poddany torturom - nikogo nie wydał. Został rozstrzelany w Ponarach przez Niemców.

## Wybrane publikacje
- Rok 1830-31 w Wilnie, Wilno: skł. gł. Księg. św. Wojciecha 1933.
- Fragmenty witebskie (przyczynek do dziejów harcerstwa i P. O. W. w Rosji 1915-1921), Wilno 1934.
- Sprawa Marcelego Szymańskiego emisarjusza wyprawy Zaliwskiego (1833), Wilno 1934.